# Reinwartův dům
Reinwartův dům je novorenesanční, původně obchodní a víceúčelový dům čp. 714/II ve Vodičkově ulici 25, na Novém Městě v Praze 1, dvorní fasádou orientovaný do Františkánské zahrady. Byl postaven pro nakladatele a knihkupce Antonína Reinwarta a jeho jméno a firmu nese v průčelí dosud. Budova je od roku 2008 chráněna jako kulturní památka.

## Dějiny

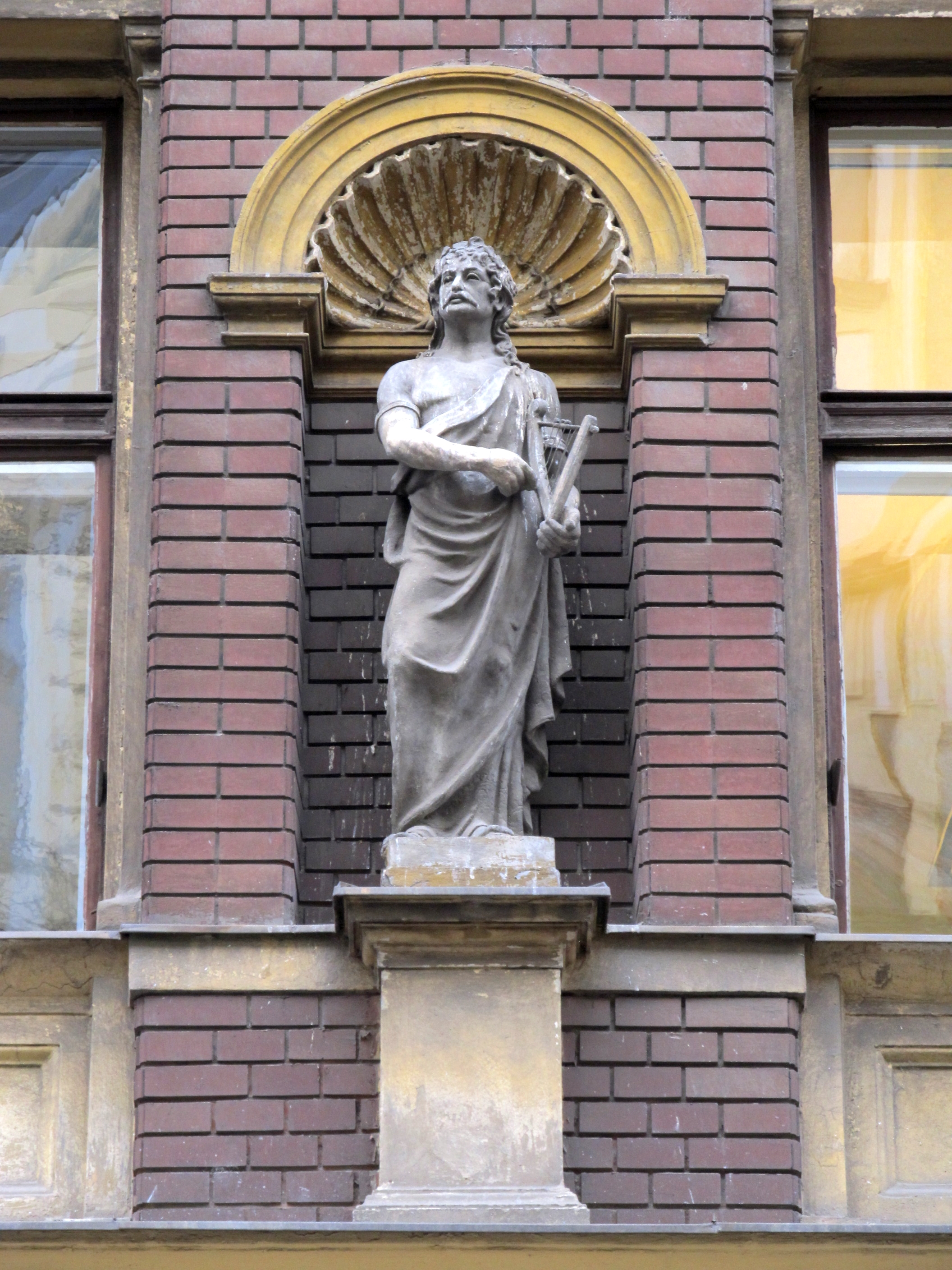
Socha Lumíra s varytem

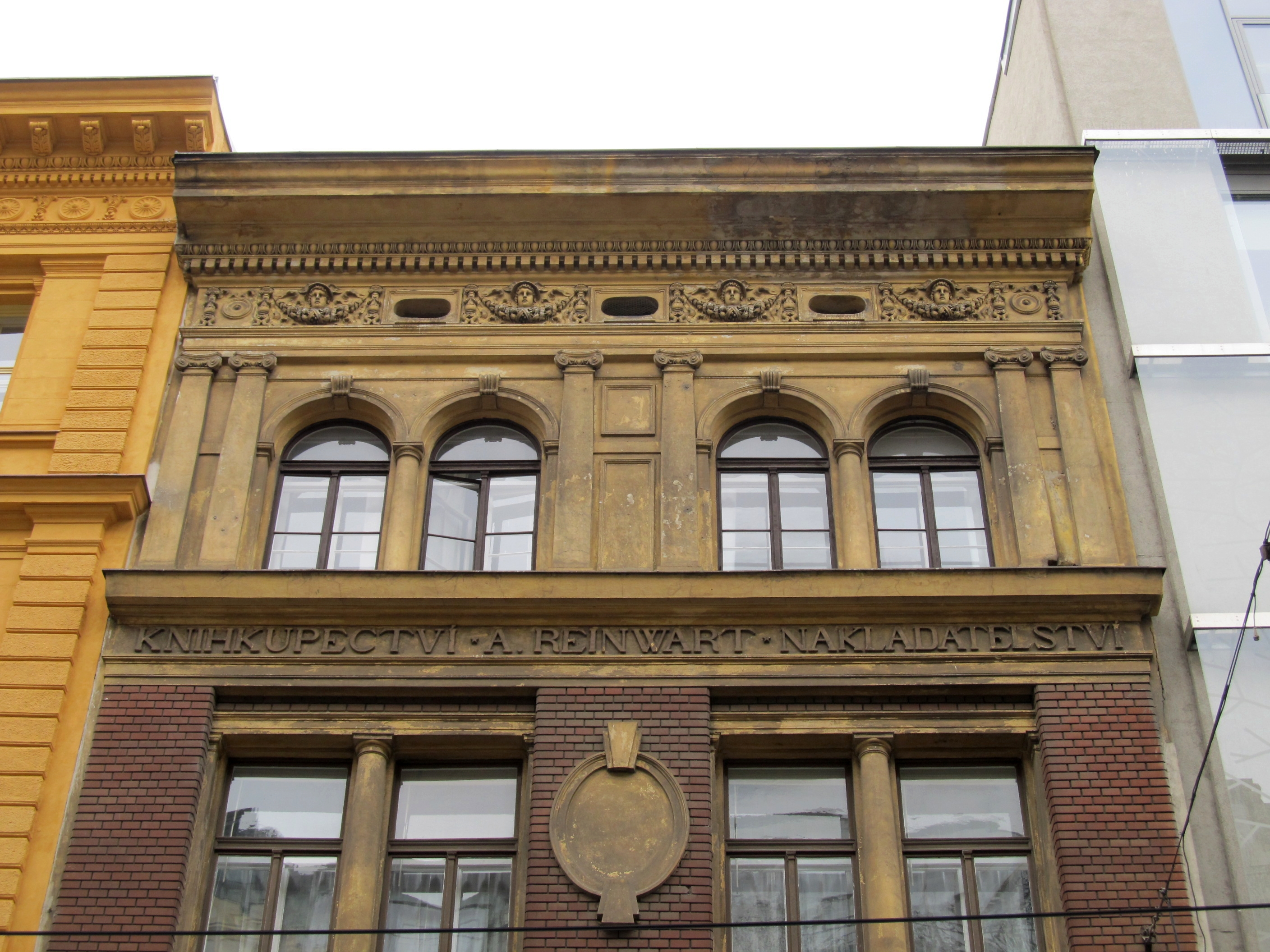
Horní patra s firemním nápisem z roku 1885

Městiště domu má více než šest set let starou historii. Po založení a opevnění Nového Města pražského vedla v trase pozdějších ulic Jindřišské a Vodičkovy cesta od Horské městské brány na Dobytčí trh (Karlovo náměstí).  První jménem doložený obyvatel domu na této parcele byl pasíř Peško (Pesco) v roce 1381 a v následujících letech se připomínají také sousední domy z obou stran, převážně obývané pasíři. Pojmenování v uličce pasířů (in vico cingulatorum) se uvádí ještě v roce 1434 shodně s paralelní ulicí, nyní Jungmannovou.  Vodičkova se ulice jmenuje od poloviny 15. století. Berní rula z poloviny 17. století zde zaznamenala odvod domovní daně o stejné výši dvou a půl zlatého, jako u domů sousedních i protějších. Vedlejší rohový dům jezuitů odváděl dvojnásobnou daň, byl větší a s výčepem.
Stávající dům si objednal knihkupec a nakladatel Antonín Reinwart u architekta Achilla Wolfa, stavba začala roku 1884, zkolaudovaná byla v roce 1886. Již roku 1885 majitel se svou druhou manželkou Albertinou získal pražské městské právo, nastěhoval se do nového domu a přivítal narození svého syna Alberta. Kromě knihkupeckého krámu a tu sídlil nevelký provoz nakladatelství, které inzerovalo knihy z oboru domácího a polního hospodářství. Zbyly prostory pro nájemní byty, mezi nájemníky se před rokem 1907 uvádějí architekt Jan Vejrych a krátce také malíř Mikoláš Aleš. Po zrušení knihkupectví sloužil krám v přízemí prodejně lahůdek a v posledních letech je sídlem cestovní kanceláře.

## Architektura
Dům je trojpatrový, podsklepený a má sedlovou střechu. Ve srovnání se sousedními  domy se jeví malý. Má úzkou středověkou parcelu, ale je dvoutraktový, jeho dvorní křídlo je širší než uliční trakt a má výhled do Františkánské zahrady. Uliční průčelí je čtyřosé se dvěma dvojicemi sdružených oken se středním sloupkem, v přízemi jsou kamenné bosované pilíře, v prvním a druhém patře zdivo z režných cihel a ve třetím patře omítky. Mezi okna prvého patra je vložena nika a v ní socha bájného slovanského pěvce Lumíra, ve splývavé antické tunice, s vavřínovým věncem na hlavě a s varytem v ruce. Vzor vytvořil Josef Mánes svou ilustrací pro Rukopis královédvorský. Z něho vychází pojetí sochy Antonína Pavla Wagnera na průčelí Národního divadla, ze které neznámý autor tuto domovní sochu přímo odvodil. Jde o průměrné dílo akademismu, oproti Wagnerovi chybí správné proporce a gesta paží i atletická postava, jakou má také Myslbekův Lumír ze sousoší Lumír a Záboj, vystavený v době vzniku této dekorace a osazený na Jiráskův most roku 1887. 
Na fasádě druhého patra byla v prázdném oválném poli mezi okny původně malovaná podobizna Daniela Adama z Veleslavína, patrona českých nakladatelů. Pod římsou mezi druhým a třetím patrem je místo vlysu vložen nápis KNIHKUPECTVÍ. A.REINWART.NAKLADATELSTVÍ. Pod kordonovou římsou je dobře dochovaný vlys s antikizujícím reliéfem, v němž se střídají hlavičky chlapců s ovocnými festony.